# Landsberg am Lech (stad)
Landsberg am Lech, meestal alleen Landsberg, is een plaats in de Duitse deelstaat Beieren en ligt aan de Lech. Het is de Kreisstadt van het Landkreis Landsberg am Lech. Landsberg heeft een goed bewaard gebleven stadscentrum, met een barok raadhuis aan het historische marktplein. Door de goed bewaarde middeleeuwse ommuring maakt de stad een schilderachtige indruk.
Het centrum ligt op de oostelijke oever langs de Lech tegen een heuvel op. Over de hele lengte van het centrum ligt de Lech of de Mühlbach dichtbij, die een deel van de bocht in de Lech afsnijdt. Landsberg is gegroeid op beide oevers van de Lech.
Landsberg ligt aan de Romantische Straße. Net voor de Lech Landsberg in komt, is er een stuwdam gebouwd, zodat stroomopwaarts over enkele kilometers de Lech eerder een meer is dan een rivier. In Landsberg heeft de Lech weer de breedte van een rivier. Ter hoogte van het centrum ligt er een waterval in de Lech.

## Bezienswaardigheden
- Het Historisches Rathaus
- De stadskerk Maria Hemelvaartkerk
- De Sint-Johanneskerk
- De Heilig Kruiskerk
- De Schmalzturm aan de Hauptplatz
- De Bayertor, toren van de stadsmuur
- De Mutterturm, toren aan de overzijde van de Lech
- De Lechwehr in de rivier de Lech

## Tweede Wereldoorlog

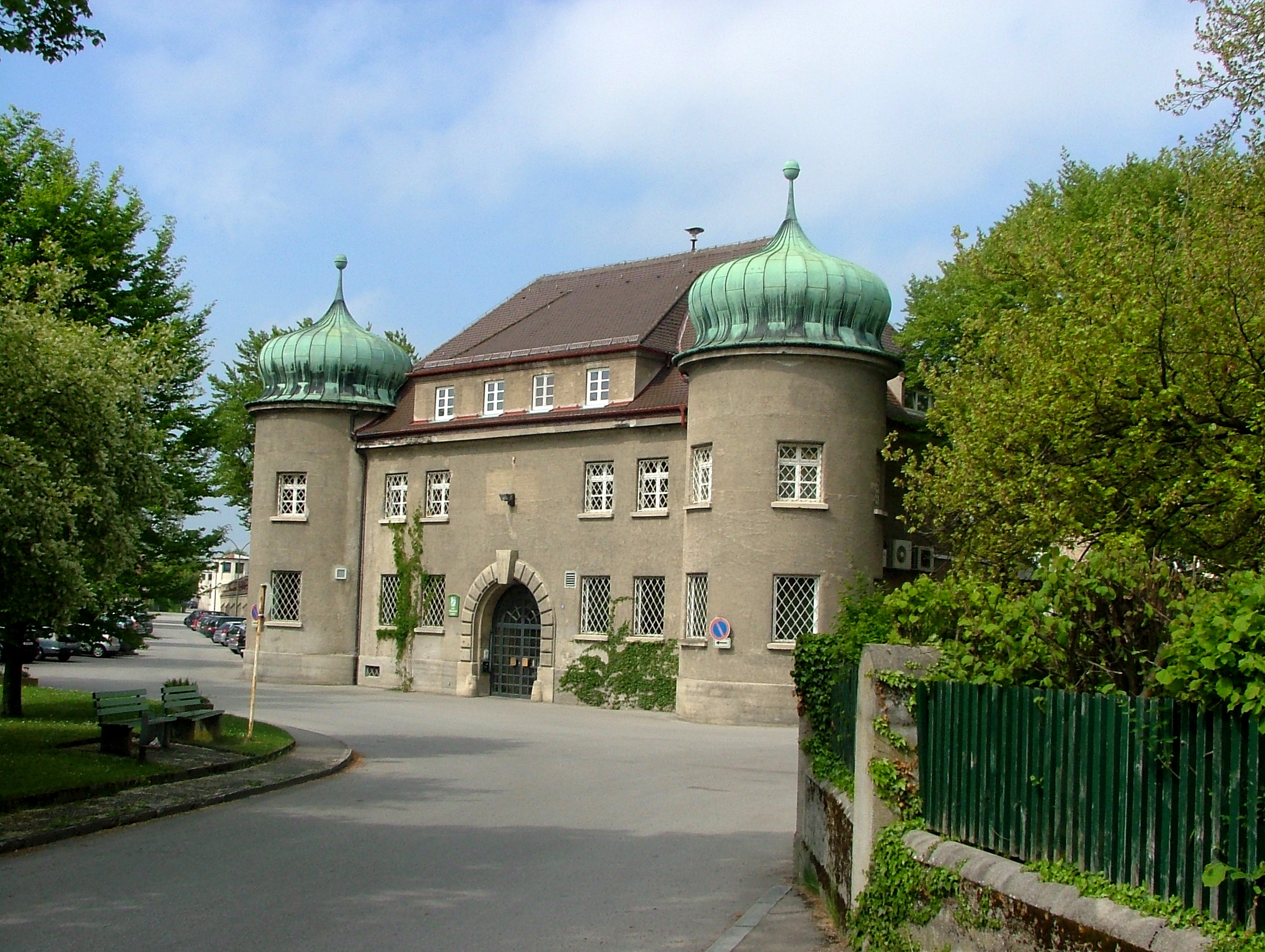
Gevangenis van Landsberg

Landsberg kreeg historische bekendheid doordat Hitler hier gevangen zat na zijn mislukte putsch. In de gevangenis van Landsberg schreef hij Mein Kampf. Nabij Landsberg bevond zich ten tijde van de Tweede Wereldoorlog een concentratiekamp. Dit concentratiekamp werd door de Amerikanen bevrijd. Deze gebeurtenissen werden in de televisieserie Band of Brothers weergegeven.
Na de oorlog was hier de War Criminals Prison No. 1 gevestigd waar de Amerikaanse bezettingsmacht talrijke nazikopstukken gevangen hield. Op het terrein van de gevangenis werden ongeveer 290 oorlogsmisdadigers ter dood gebracht.

## Bekende inwoners van Landsberg am Lech

### Geboren
- Sir Hubert von Herkomer (1849-1914), Engels schilder, beeldhouwer, muzikant en schrijver
- Wilhelm Ritter von Leeb (1876-1956), veldmaarschalk
- Siegfried Rauch (1932-2018), acteur
- Erwin Neher (1944), biofysicus en Nobelprijswinnaar (1991)
- Julian Nagelsmann (1987), voetbalcoach
- Florian Neuhaus (1997), voetballer

### Woonachtig (geweest)
- Johnny Cash (1932-2003), Amerikaanse zanger. Cash zat tijdens zijn diensttijd in de Amerikaanse Luchtmacht van 1951 tot en met 1954 gestationeerd in de Landsberg-Lech Air Base, ook wel bekend als de Penzing Air Base[2].

## Galerij

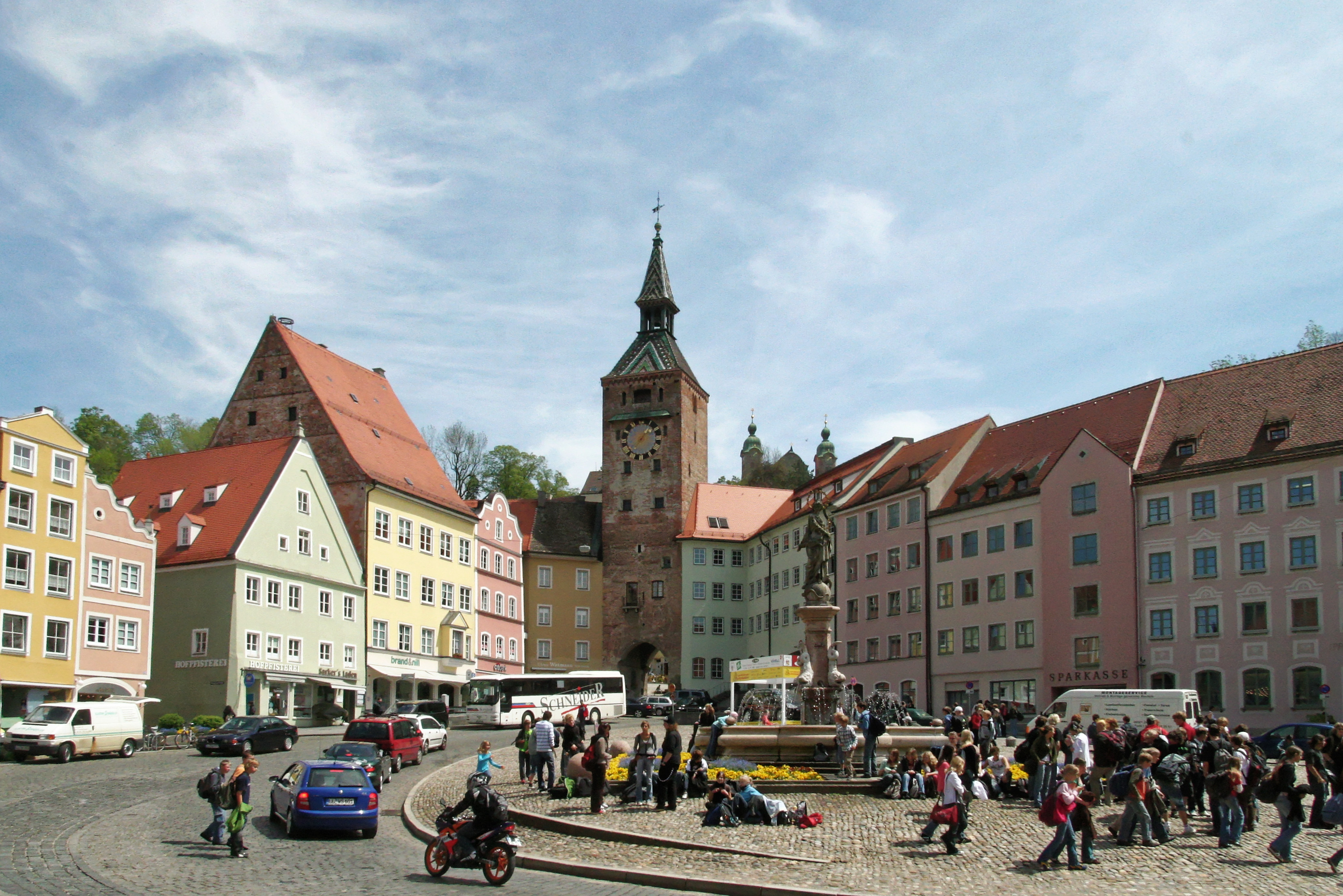
De Hauptplatz met de Schmalzturm in het centrum van Landsberg
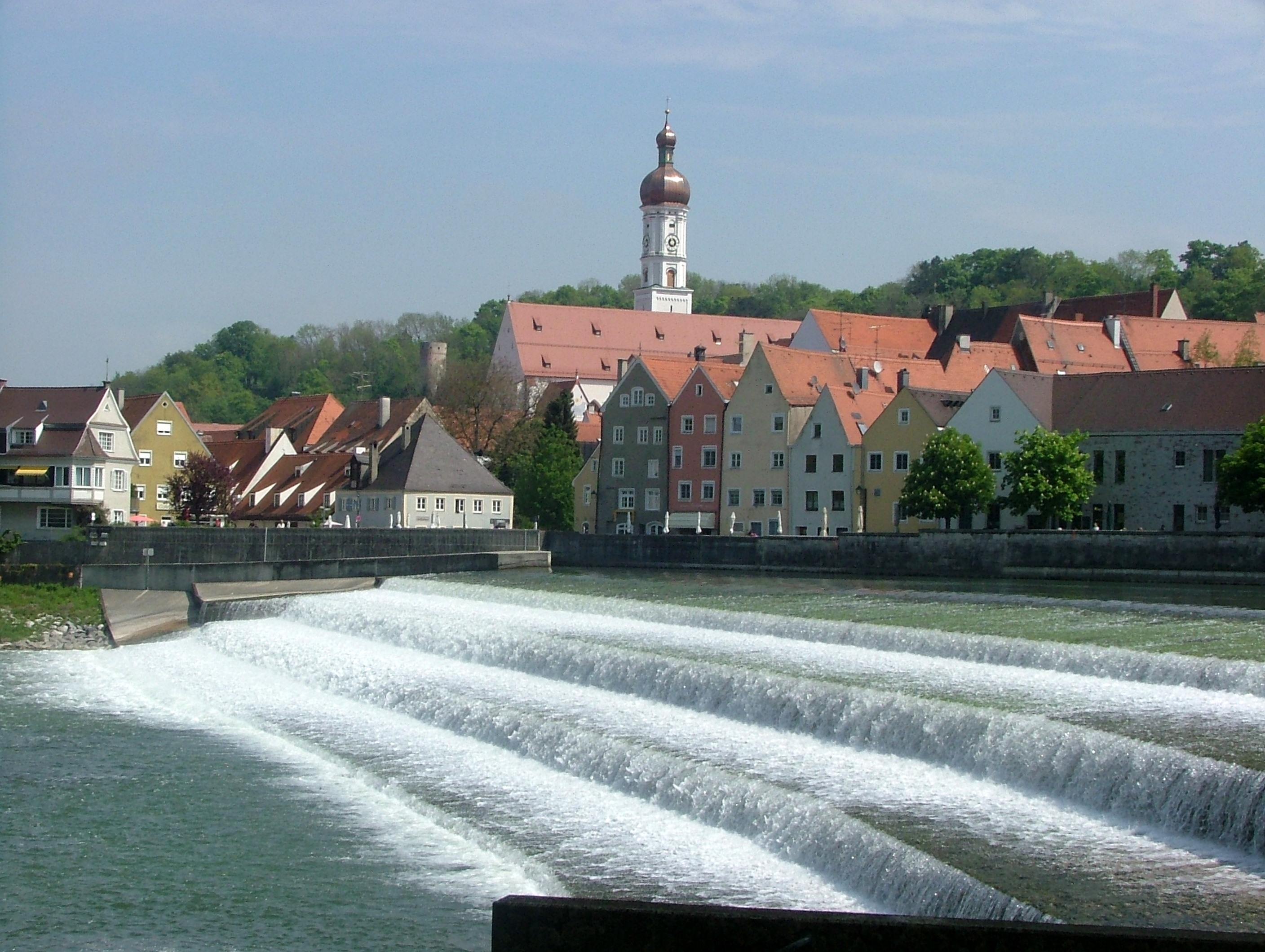
De Lechwehr in de rivier de Lech
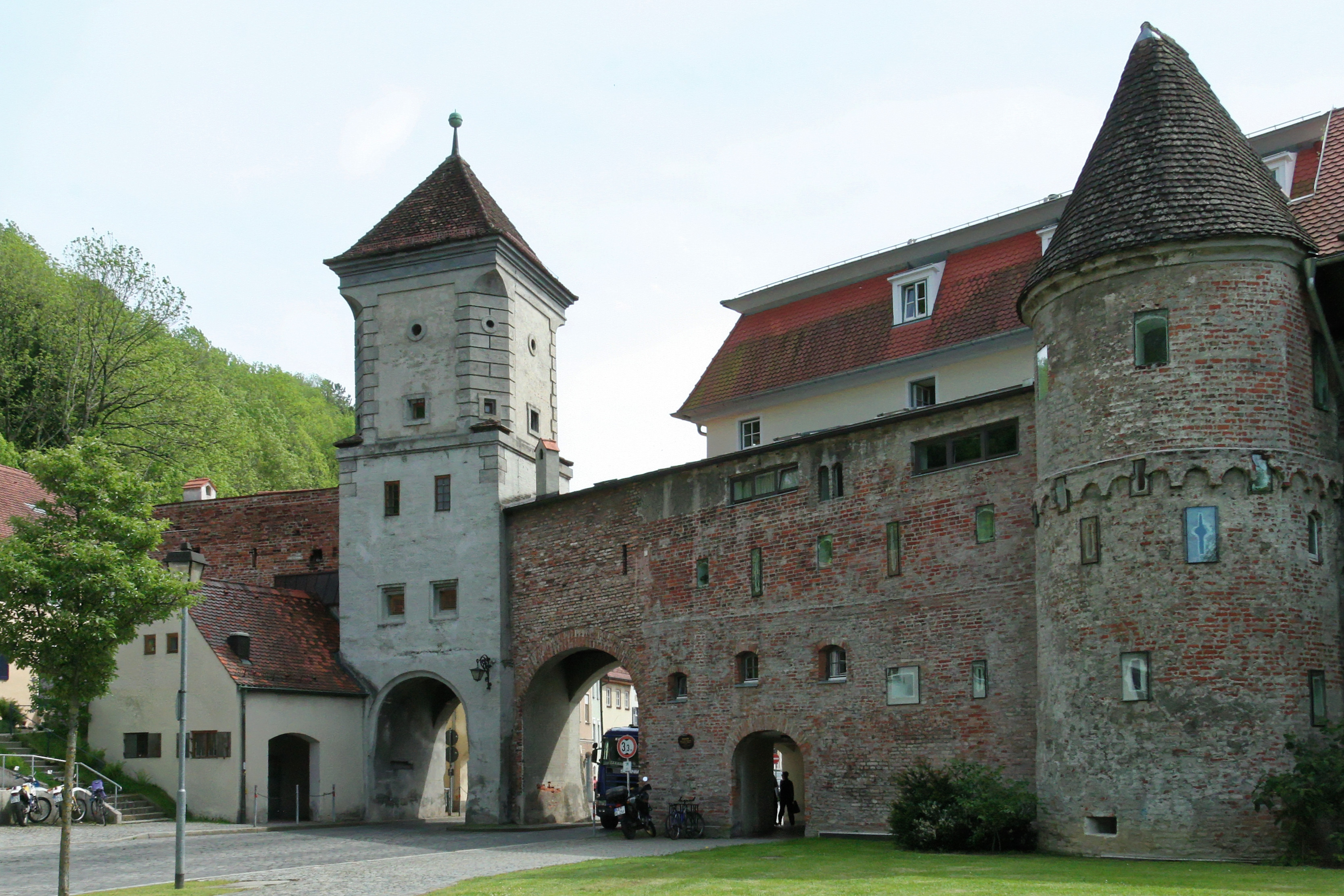
De stadspoort Sandauer Tor en de toren Färberturm in de stadsmuur